# 16915 Bredthauer
16915 Bredthauer este o planetă minoră (asteroid), cu un diametru de 14,335 km, din centura de asteroizi. A fost descoperită pe 24 martie 1998 la observatoire de la Côte d'Azur⁠(d) de OCA-DLR Asteroid Survey⁠(d). 
Obiectul prezintă o orbită caracterizată de o semiaxă mare de 3,9388412 UAi, o excentricitate de 0,15, o înclinație de 7,63374 ° în raport cu ecliptica.